# Johann Joachim Busch

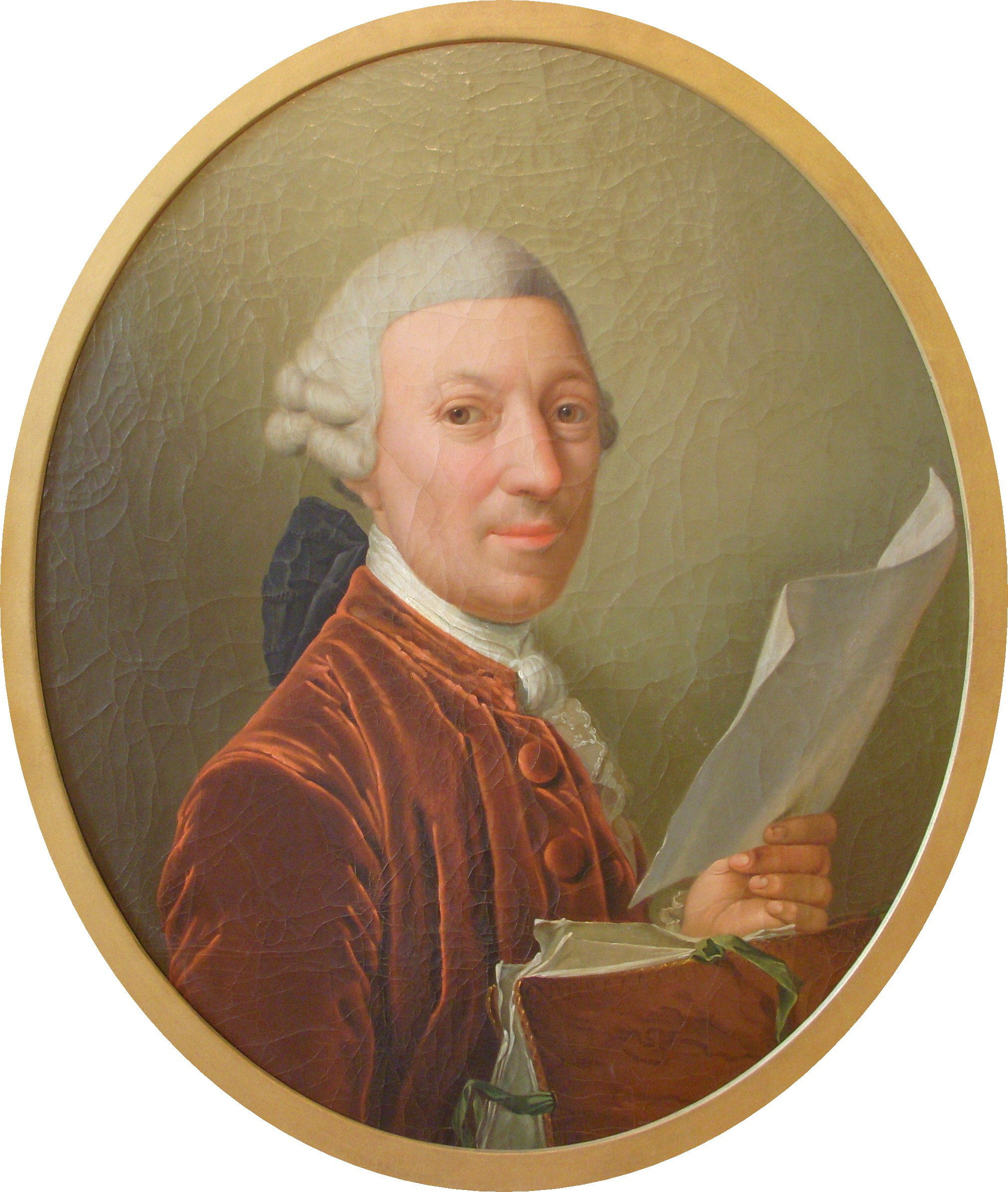
Johann Joachim Busch, målning av Georg David Matthieu.

Johann Joachim Busch, född 18 september 1720 i Schwerin, död 27 december 1802 i Plau am See, var en tysk arkitekt.
Johann Joachim Busch växte upp i en hantverkarfamilj och kom år 1748 som bildhuggare i hertig Christian Ludvig II av Mecklenburg-Schwerins tjänst. År 1758 utnämndes han till hovbyggmästare. Som byggmästare var han under Fredrik II av Mecklenburg-Schwerin ansvarig arkitekt och stadsplanerare för residensstaden Ludwigslust med tillhörande slottsanläggning  Schloss Ludwigslust (1772-1776). Till hans arbeten hörde även slottskyrkan (1765) samt flera bostadshus och tjänstevillor i Ludwigslust.